# یواس‌اس اس-۸ (اس‌اس-۱۱۳)
یواس‌اس اس-۸ (اس‌اس-۱۱۳) (به انگلیسی: USS S-8 (SS-113)) یک زیردریایی است که طول آن ۲۳۱ فوت (۷۰ متر) می‌باشد. این زیردریایی در سال ۱۹۲۰ ساخته شد.